# Harnais (attelage)
Pour les articles homonymes, voir harnais (homonymie).
Ne pas confondre avec Harnais, l’équipement de sécurité pour une activité en hauteur
Le harnais est l'équipement qui permet de lier un équidé à un dispositif à tracter.
Des harnais peuvent être conçus à l'aide de cordes, mais ils sont généralement composés principalement de pièces de cuir, éventuellement remplacées ou renforcées par des pièces en matière synthétique.

## Éléments du harnais

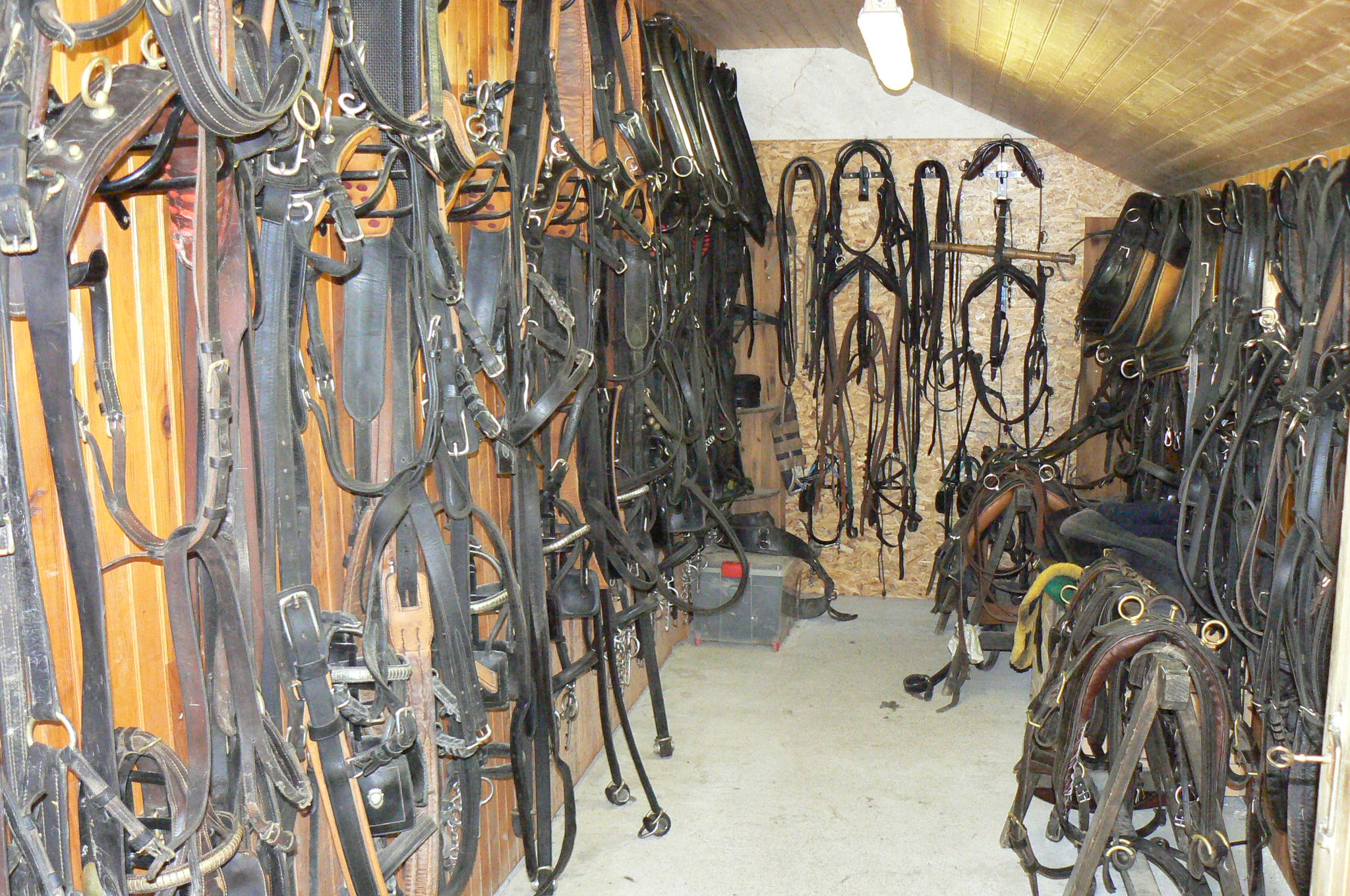
Sellerie d'une école d'attelage.

### La bride
La bride est l'ensemble permettant de supporter le mors, c'est l'élément destiné à la direction de l'attelage. Elle comporte des œillères qui ont pour but primaire d'éviter à l'équidé de prendre peur lors de mouvements de passagers et/ou de se laisser distraire par ce qui se passe autour de lui.

### La bricole et le collier
- Bricole : large courroie passant devant le thorax de l'équidé, permettant la traction de charges légères telles qu'une carriole.

Elle peut être dissociée des traits. Les travaux lourds, comme la traction d'un tombereau ou d'une charrue nécessitait un dispositif appelé collier. L'utilisation d'une bricole nécessite un palonnier sur l'élément tracté, cela empêche la bricole de frotter sur le thorax de l'équidé et par conséquent de le blesser.
- Collier : pièce pouvant être composée de bois, cuir et métal permettant la traction de charges lourdes en répartissant au mieux les forces sur le poitrail de l'animal.

Il entoure l'encolure de l'équidé et repose principalement lors de la traction contre les épaules.
Le collier de travail est généralement composé d'une platine de bois/métal articulée en son sommet et d'un verrou dans sa partie inférieure. Ceci permet d'enfiler le collier par-dessus l'encolure et non par la tête de l'équidé. Cette platine comporte un rembourrage épais généralement composé de crin enfermé dans une gaine de cuir sur la partie arrière du collier.
Le collier léger a pour principale différence avec le collier de travail d'être utilisé pour l'attelage de carrioles légères ou d'apparat. Certains ne comportent pas d'articulation et doivent donc être enfilés par la tête du cheval.

### Les traits
Un trait est une courroie ou un cordage reliant le collier ou la bricole à l'appareil tracté. Chaque collier ou bricole nécessite l'utilisation de deux traits, c'est pourquoi le mot est le plus souvent employé au pluriel.

### L'avaloire
L'avaloire est une courroie de cuir permettant la retenue de l'élément tracté : elle intervient pour le freinage en descente ou le reculé.
Elle est reliée par les courroies de reculement soit aux brancards dans le cas d'un attelage en brancards, soit à la bricole ou au collier dans le cas d'un attelage en timon, dans ce cas, la bricole ou le collier est relié au timon par une sangle ou une chaînette.

### La sellette
La sellette permet de maintenir l'avaloire en toute circonstance par le biais de sa liaison avec la croupière. Elle est maintenue sur le dos de l'équidé par la sous-ventrière.
Dans le cas d'un attelage en brancards, la sellette permet de maintenir en bonne position les brancards par le biais des bracelets.
La sellette est appelée mantelet dans le cadre d'un attelage à deux.

### Les guides
Seul lien direct entre le meneur et le ou les équidés, ce sont de longues courroies de cuir terminées par des boucles métalliques. Elles sont reliées aux branches du mors de bride.
Dans le cas d'un attelage en paire et en paires multiples, les guides peuvent être bifides. Cela apporte de la facilité au meneur qui n'a plus dans chaque main que la moitié du nombre de guides simples.
En contrepartie, ces guides ne permettent pas de diriger chaque cheval de manière individuelle, et il est plus délicat de les ajuster.